# To Serve Man (album)
To Serve Man  este un album al formației americane de goregrind/deathgrind Cattle Decapitation. Albumul a fost lansat pe 30 iulie 2002, prin casa de discuri Metal Blade Records.

## Tracklist
1. "Testicular Manslaughter" – 2:50
2. "I Eat Your Skin" – 1:54
3. "Writhe In Putressence" – 3:16
4. "Land Of The Severed Meatus" – 2:22
5. "The Regurgitation Of Corpses" – 2:02
6. "Everyone Deserves To Die" – 2:36
7. "To Serve Man" – 3:07
8. "Colonic Villus Biopsy Performed On The Gastro-intestinally Incapable" – 2:56
9. "Pedeadstrians" – 3:26
10. "Long-Pig Chef And The Hairless Goat" – 2:09
11. "Hypogastric Combustion By C-4 Plastique" – 2:36
12. "Deadmeal" – 2:34
13. "Chunk Blower" – 3:06

## Componență
- Travis Ryan - voce
- Josh Elmore - chitară
- Troy Oftedal - chitară bas
- David Astor - tobe

## Alte Persoane
- Juan Urteage – Mixaj și mastering
- Mike Blanchard – Asistent mixaj
- Wes Benscover - Copertă
- Brian Ames – Design grafic
- Ryan Loyko - Fotografii
- Mike Miazo – Logo formație